# 고성 최동북단 감시초소(GP)
고성 최동북단 감시초소(GP)는 강원특별자치도 고성군에 한국전쟁 이후, 남측 지역에 최초로 설치된 감시초소이다. 2019년 6월 5일 대한민국의 국가등록문화재 제752호로 지정되었다.

## 개요
한국전쟁 이후, 남측 지역에 설치된 감시초소 중 최초로 설치되었으며, 북측 감시초소와 최단거리(약580m)에 위치하였던 상징성 등의 측면에서 의미가 크다. 또한 남북 분단과 냉전시기의 지속과정과 남북 화합과 평화의 상징성을 생생하게 보여주는 시설로 활용가치가 매우 높다.

## 참고 문헌
- 고성 최동북단 감시초소(GP) - 국가유산청 국가유산포털

## 같이 보기
- 휴전선 감시 초소 (guard post, GP)